# Mario Bettinus
Mario Bettinus, właściwie Mario Bettini (ur. 6 lutego 1582 w Bolonii, zm. 7 listopada 1657 w Bolonii) – włoski matematyk, filozof, astronom i jezuita. Przez większość życia pracował jako nauczyciel w Parmie. Na jego cześć jeden z kraterów na Księżycu nosi nazwę Bettinus.

## Życiorys
Jako matematyk i dydaktyk zajmował się opracowywaniem podręczników mających pomóc studentom i ułatwić pracę nauczycielom. Głównym tematem jego pracy była jezuicka specjalność, czyli geometria euklidesowa. Przed opublikowaniem podręczników często konsultował się zarówno ze studentami jak i nauczycielami. Na przykład, przed wydaniem w 1645 roku swojej najsłynniejszej pracy Apiaria universae... prezentował jej fragmenty i przedstawione w niej metody uczniom szkoły w Parmie, gdzie pracował. Apiaria, nie była jednak typowym podręcznikiem. Zawierała bowiem spis różnych matematycznych i fizycznych kuriozów, ciekawostek i paradoksów oraz opis niektórych doświadczeń przeprowadzanych w Collegio Romana. Bettini nie ograniczał się jednak tylko do teorii. Szukał również praktycznych zastosowań matematyki. Jego prace poruszały temat wykorzystania obliczeń w budowie fortyfikacji i nawigacji i artylerii. Bettini współpracował z Christophem Grienbergerem, który był głównym recenzentem publikacji matematycznych wydawanych przez jezuitów. Bettini w swoich pracach wspominał często o wkładzie Grienbergera.

## Prace

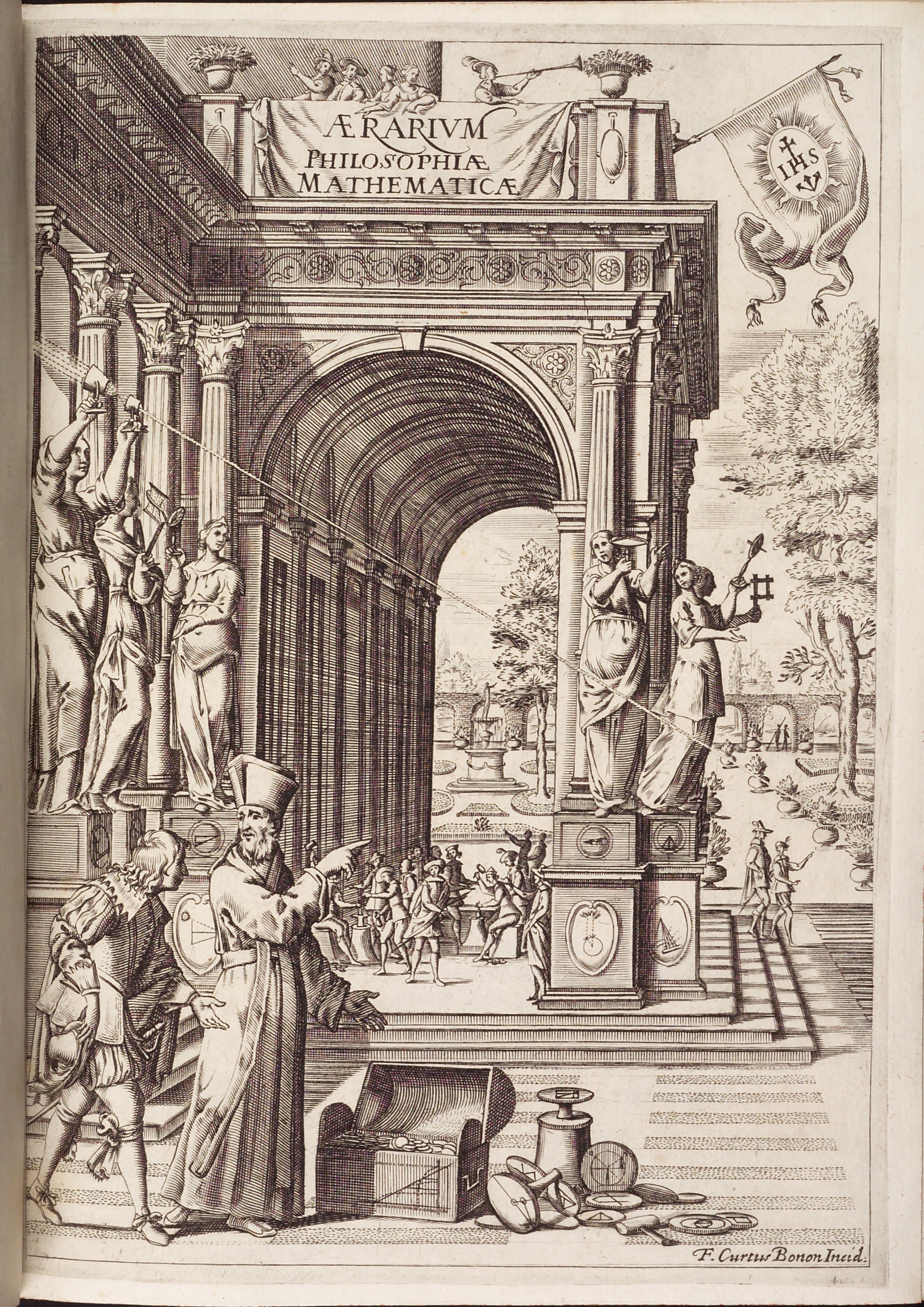
Mario Bettini, Aerarium philosophiae mathematicae, Bologna 1648. Mainz, Stadtbibliothek.

- Rubenus hilarotragoedia satyropastoralis. Cum notis, 1614
- Florilegium : in quo eutrapeliæ, siue vrbanitates poeticæ, dramata pastoralia, & aliquot opuscula soluta oratione, 1632
- Apiaria universae philosophiae mathematicae: in quibus paradoxa, et nova pleraque machinamenta ad usus eximios traducta, et facilimis demonstrationibus confirmata, 1645
- Ærarium Philosophiæ Mathematicæ, 1648